# Dobri Do (Podujevo)
Pour les articles homonymes, voir Dobri Do.
Dobërdol en albanais et Dobri Do en serbe latin (en serbe cyrillique : Добри До) est une localité du Kosovo située dans la commune/municipalité de Podujevë/Podujevo, district de Pristina (Kosovo) ou district de Kosovo (Serbie). Selon le recensement kosovar de 2011, elle compte 1 106 habitants.

## Démographie

### Évolution historique de la population dans la localité
| 1948 | 1953 | 1961 | 1971  | 1981  | 1991  | 2011  |
| ---- | ---- | ---- | ----- | ----- | ----- | ----- |
| 457  | 760  | 840  | 1 077 | 1 125 | 1 291 | 1 106 |

|  |

### Répartition de la population par nationalités (2011)
En 2011, les Albanais représentaient 99,82 % de la population.